# EG Andromedae
EG Andromedae eller HD 4174, är en symbiotisk dubbelstjärna belägen i den mellersta delen av stjärnbilden Andromeda. Den har en genomsnittlig skenbar magnitud av ca 7,22 och kräver en handkikare eller ett mindre teleskop för att kunna observeras. Baserat på parallax enligt Gaia Data Release 3 på ca 1,65 mas beräknas den befinna sig på ett avstånd av ca 1 980 ljusår (ca  610 parsec) från solen. Den rör sig närmare solen med en heliocentrisk radialhastighet av ca -95 km/s.

## Observation

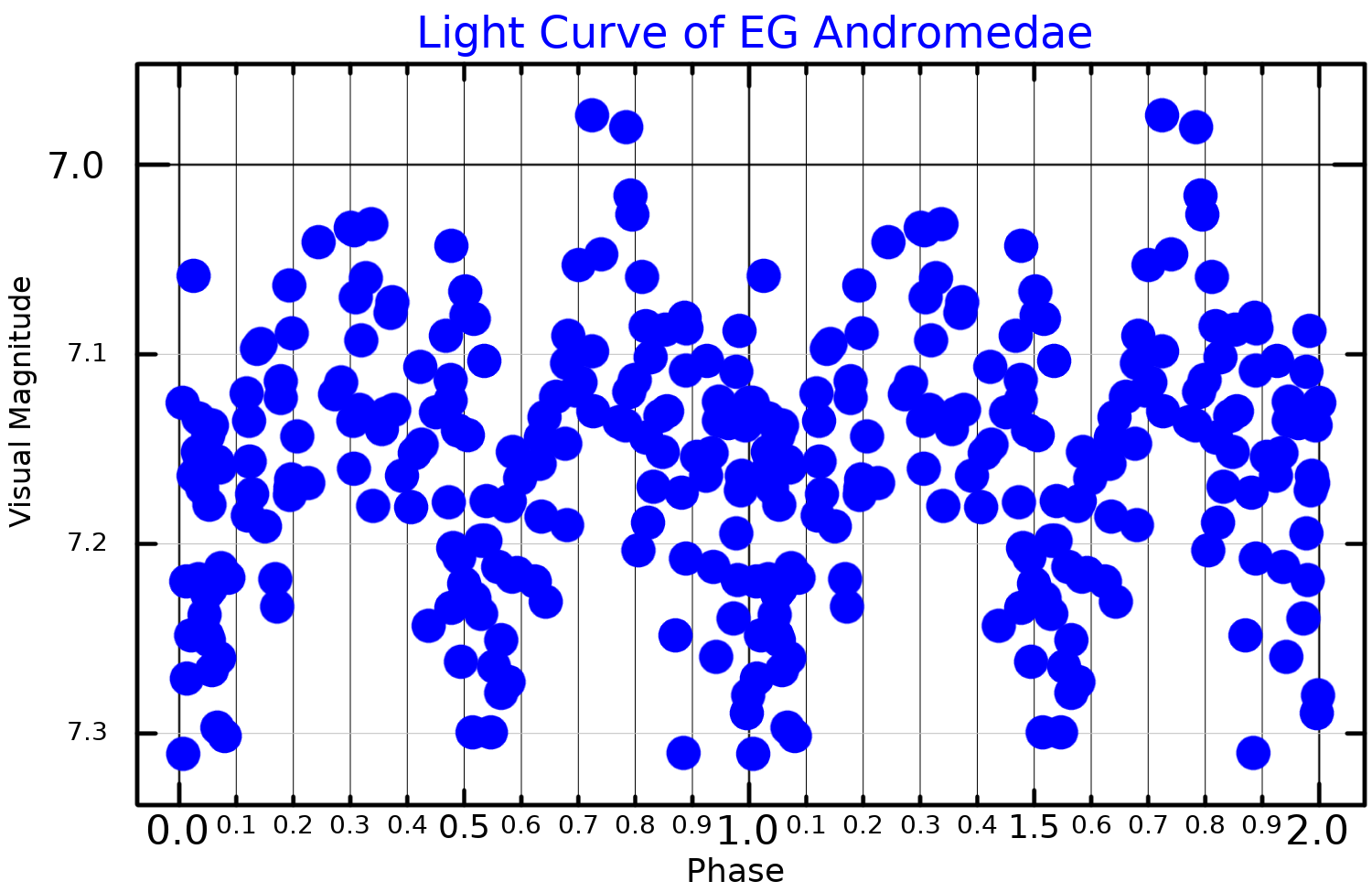
Ljuskurva i visuella bandet för EG Andromedae, anpassad från Skopal

Upptäckten av den fotometriska variabiliteten hos EG Andromedae tillkännagavs 1964 av den polska astronomen Tadeusz Jarzębowski, baserat på observationer gjorda från 1961 till 1963 vid Wroclawobservatoriet.
Hittills har inget utbrott observerats i EG Andromedae. Den observerade variationen beskrivs väl av att de två stjärnorna förmörkar varandra under omloppsbanan. Det finns dock vissa bevis för att jättestjärnan och stjärnvinden har en inneboende variation.

## Egenskaper
EG Andromedae omfattar en vit dvärg och en utvecklad jättestjärna, med en omloppsperiod av 482,5 dygn. Jättestjärnan förlorar massa genom dess stjärnvind med en hastighet högre än 10−6 solmassa/år, och den vita dvärgen ackreterar en bråkdel av denna massa utan att bilda en ackretionsskiva. Den vita dvärgen själv skulle kunna avge en varm vind som interagerar med jättestjärnans kallare vind, förutom att inducera fotojonisering av den senare. Röntgenobservationer misslyckades dock med att upptäcka emission från kolliderande vindar, men fastställde den vita dvärgens ickemagnetiska natur och uppskattade dess ackretionshastighet till 1–10 × 10−7 solmassa/år.
Jättestjärnan fyller inte dess Roche-lob men det finns fortfarande stora osäkerheter kring dess massa och radie. Inte ens den vita dvärgens parametrar är strikt avgränsade, men tillgängliga modeller kan ange nedre och övre gränser.
Den vita dvärgen har en massa av ca 0,4 solmassa, en radie av 0,019 - 0,023 solradie och utsänder energi från dess fotosfär motsvarande 12,9 - 38,4 gånger solen vid en effektiv temperatur av 8 000 - 9 500 K.  
Jättestjärnan har en massa av 1,1 - 2,4 solmassor och en effektiv temperatur av ca 3 700 K.

## Spektrum
Den optiska spektralklassificeringen för EG Andromedae är M2 IIIep, för en kall jättestjärna med ett säreget spektrum och starka emissionslinjer. Den vita dvärgen kontaminerar jättestjärnans spektrum och fotojoniserar stjärnvinden, vilket ger upphov till de spektrala särdragen. Emissionslinjerna H-alfa och H-beta, såväl som TiO- och CaI-linjerna, ändrar fas med omloppsbanan.
Den vita dvärgen studeras bäst i ultraviolett ljus, där även högjoniserade ämnen som svavel, syre, kväve, kol och fosfor kan identifieras med sina absorptions- eller emissionslinjer.
Röntgenobservationer av EG Andromedae visade ett hett plasma (vid en temperatur på 3 keV) som sannolikt befinner sig i det yttre gränsskiktet av den vita dvärgen, utan något bidrag från en ackretionsskiva.